# 伊莫洛日耶湖
57°44′44″N 34°21′55″E / 57.74556°N 34.36528°E
伊莫洛日耶湖（俄语：Имоложье），是俄羅斯的湖泊，位於該國西北部特維爾州，由上沃洛喬克區負責管轄，長8.1公里、寬1.8公里，面積7.63平方公里，海拔高度158米，最大水深12米。